# Главная редакция энциклопедий (Литва)
Главная редакция энциклопедий (лит. Vyriáusioji enciklopèdijų redãkcija) — государственное издательство Литовской ССР, существовавшее с 1970 по 1992 год и выпускавшее энциклопедии на литовском языке.

## История
Было основано в 1970 году. Издательством руководили Ю. Матулис (1970—1974), Й. Зинкус (1974—1988) и М. Микалаюнас (1988—1992). В советский период оно выпускало энциклопедии, находившиеся под влиянием идеологии (в основном в гуманитарных и социальных темах) и подверженные цензуре в освещении литовской истории.
В 1990 году издательство было переименовано в Редакцию литовских энциклопедий (Lietuvõs enciklopèdijų redãkcija), а в 1991 году — в Государственное издательство энциклопедий (Valstýbinė enciklopèdijų leidyklà). В 1992 году было объединено с издательством «Наука» в Научно-энциклопедический издательский центр.

## Выпущенные издания
- Литовская советская энциклопедия (в 12+1 томах, 1976—1985)
- Энциклопедия Советской Литвы[лит.] (в 4 томах, 1985—1988)
- Lithuania: An Encyclopedic Survey (на английском, 1986)
- Энциклопедия домашнего хозяйства[лит.] (1987)
- Сборник памятников истории и культуры Литовской ССР (1988)
- Литва: краткая энциклопедия[вд] (на русском, 1989)
- 15-й том «Литва» Энциклопедии Литвы[лит.] (переиздание оригинала 1968 года)